# Шампанское (фильм)
«Шампанское» (англ. Champagne) — немой фильм режиссёра Альфреда Хичкока, снятый в 1928 году по рассказу английского писателя и критика Уолтера Майкрофта.

## Сюжет
Бетти, испорченная богатенькая девушка, ведёт праздную жизнь на деньги своего отца Марка, прибыль которому приносит торговля шампанским. Чтобы проучить дочь, Марк объявляет, что он банкрот, и Бетти должна теперь сама зарабатывать себе на жизнь…

## В ролях
- Бетти Балфур — Бетти
- Гордон Харкер — Марк, отец Бетти
- Фердинанд фон Альтен — мужчина
- Джин Брейдин — парень

### В титрах не указаны
- Александр Д’Арси
- Вивиан Гибсон
- Клиффорд Хэзерли — менеджер
- Клод Альбер — посетитель клуба
- Ханна Джонс — служащая клуба
- Филлис Констам
- Гвен Мэннеринг
- Баллиол-и-Мертон
- Джек Тревор — офицер
- Марсель Вайберт — метрдотель
- Санди Уилшин
- Фанни Райт

## Съёмочная группа
- Режиссёр: Альфред Хичкок
- Сценаристы: Уолтер Майкрофт (сюжет), Альфред Хичкок, Элиот Стэннард
- Продюсер: Джон Максвелл
- Оператор: Джек Э. Кокс
- Художник: С. Уилфрид Арнольд, Майкл Пауэлл (нет в титрах)